# 寶珮苑

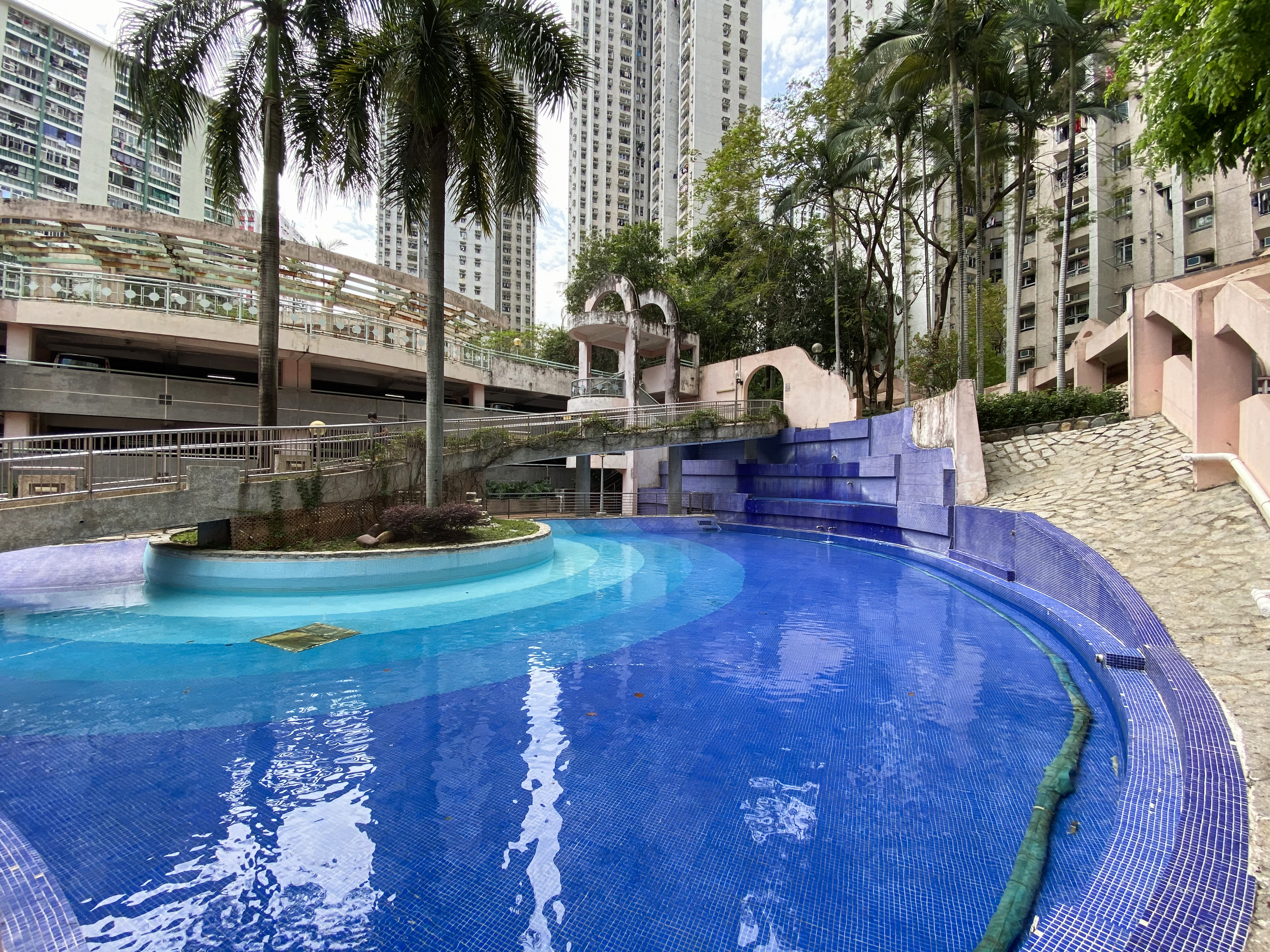
水池

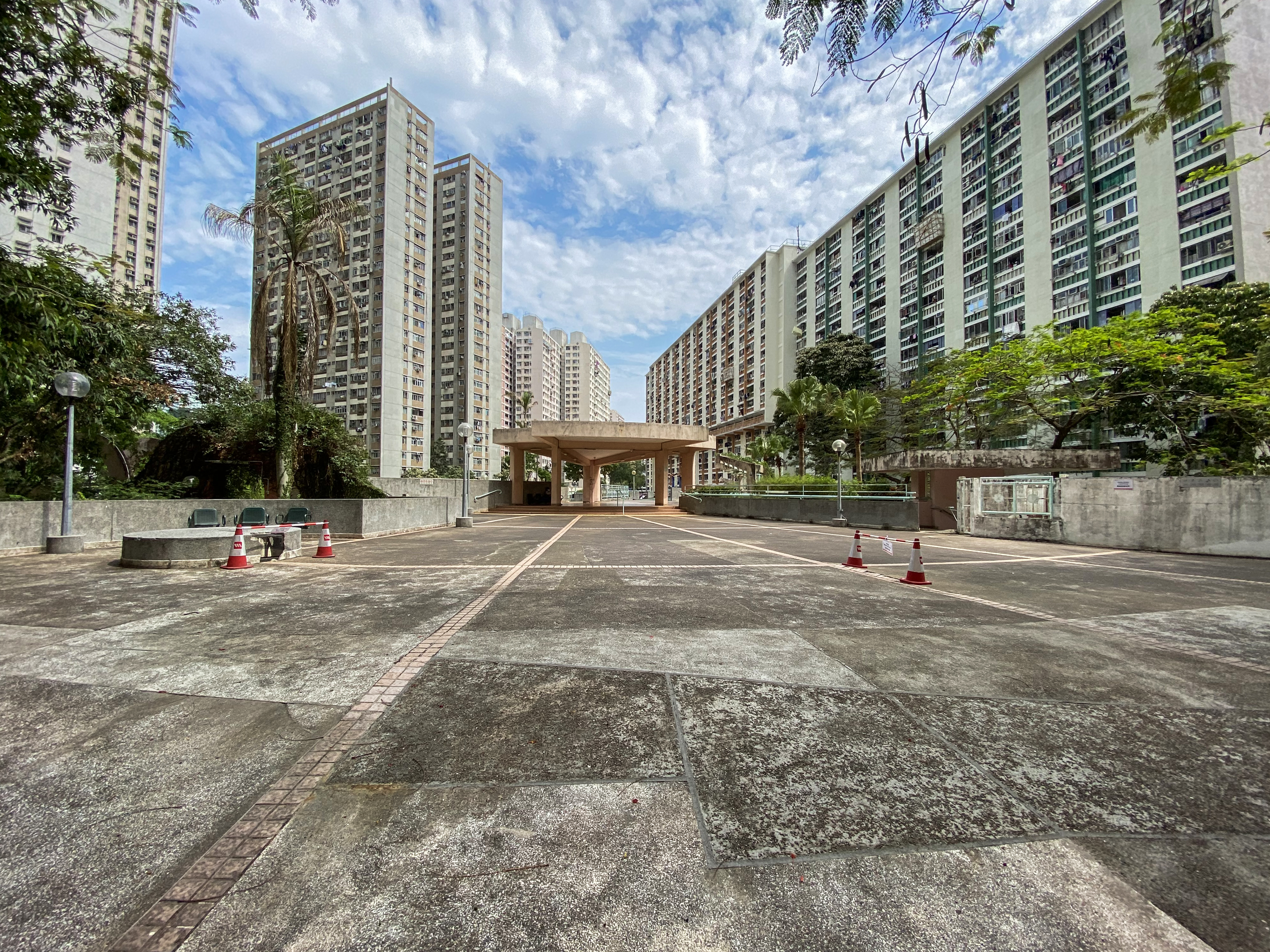
廣場空間

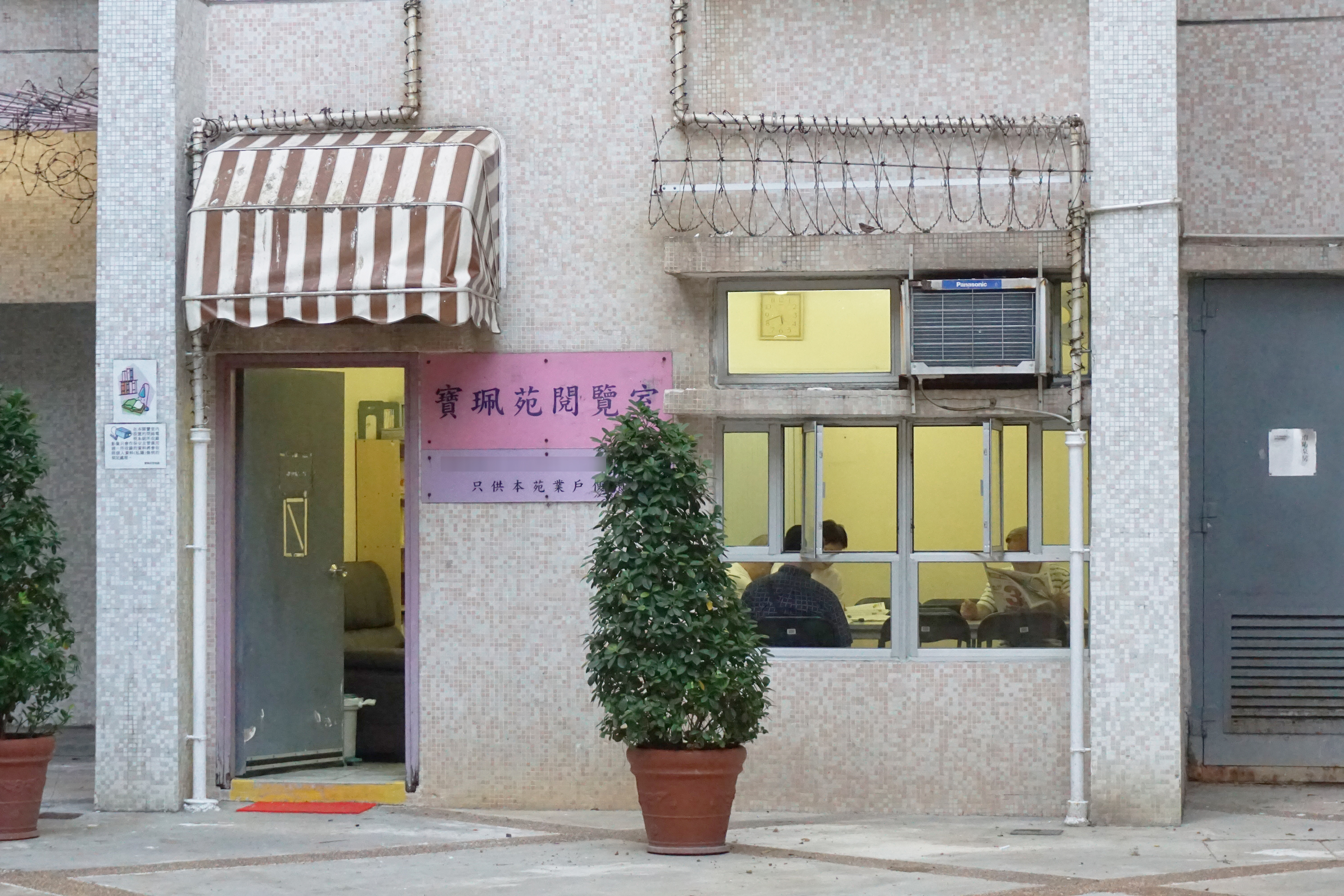
閱覽室

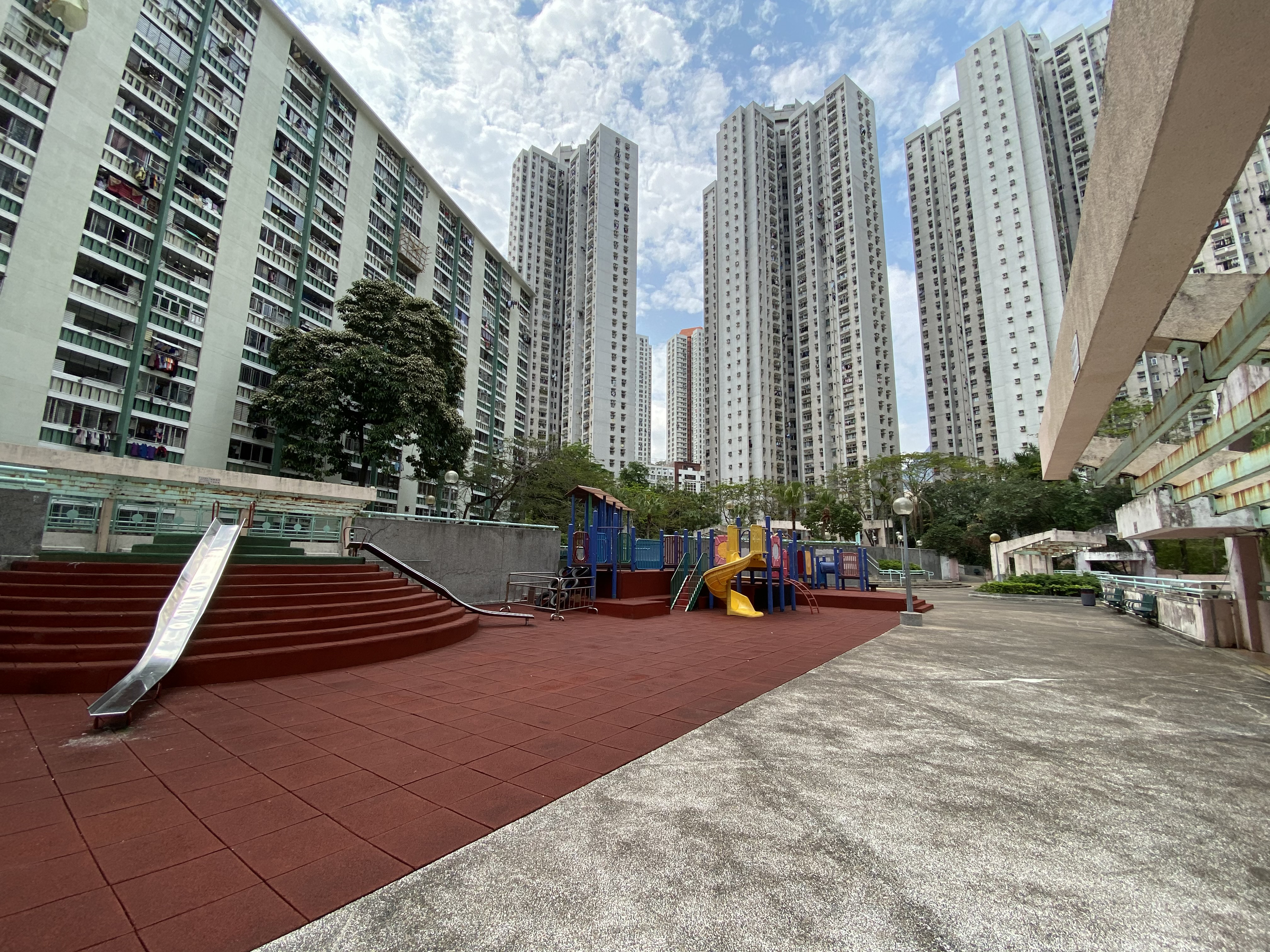
停車場天台的兒童遊樂場

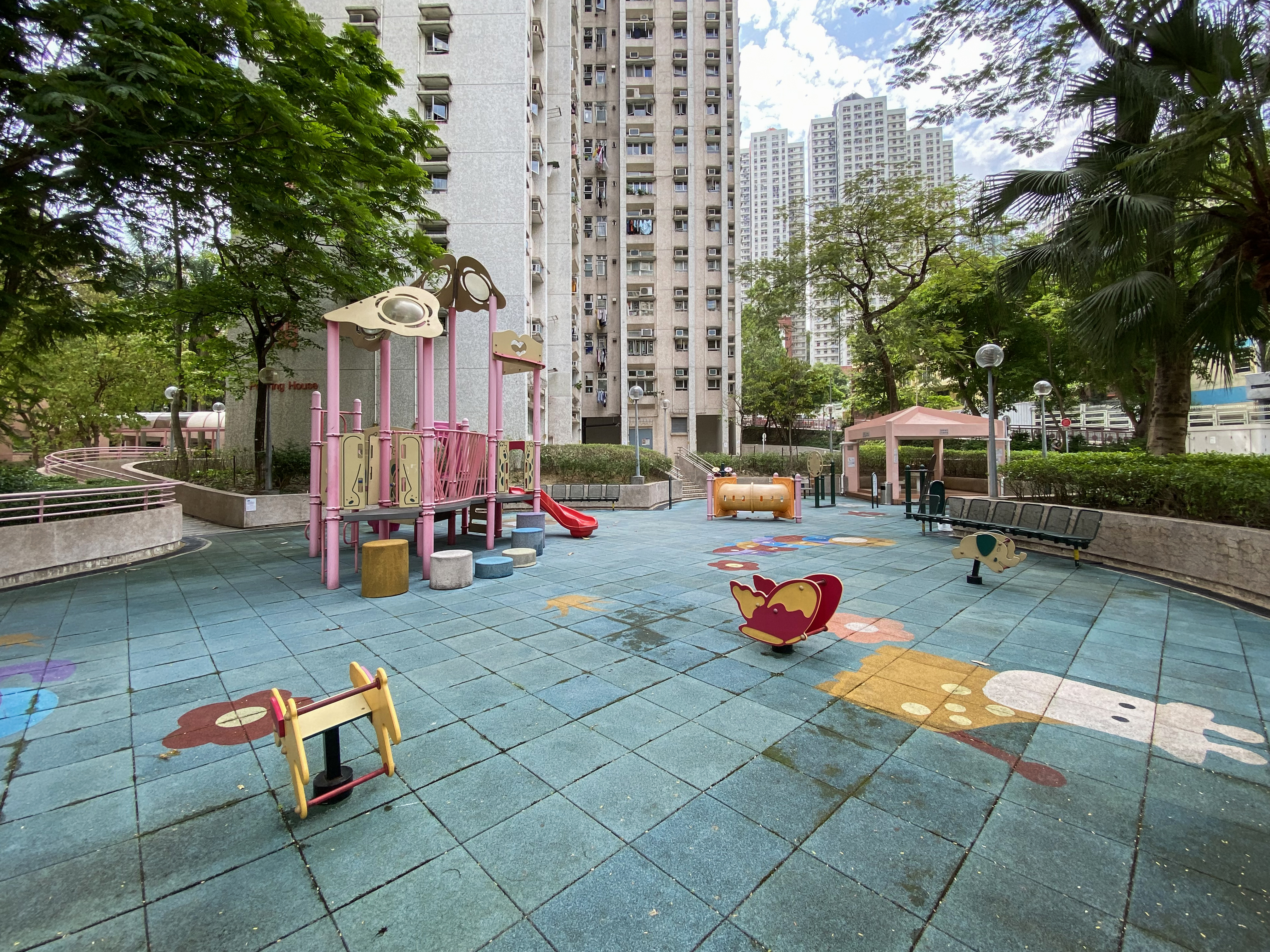
兒童遊樂場後方設健體區和涼亭

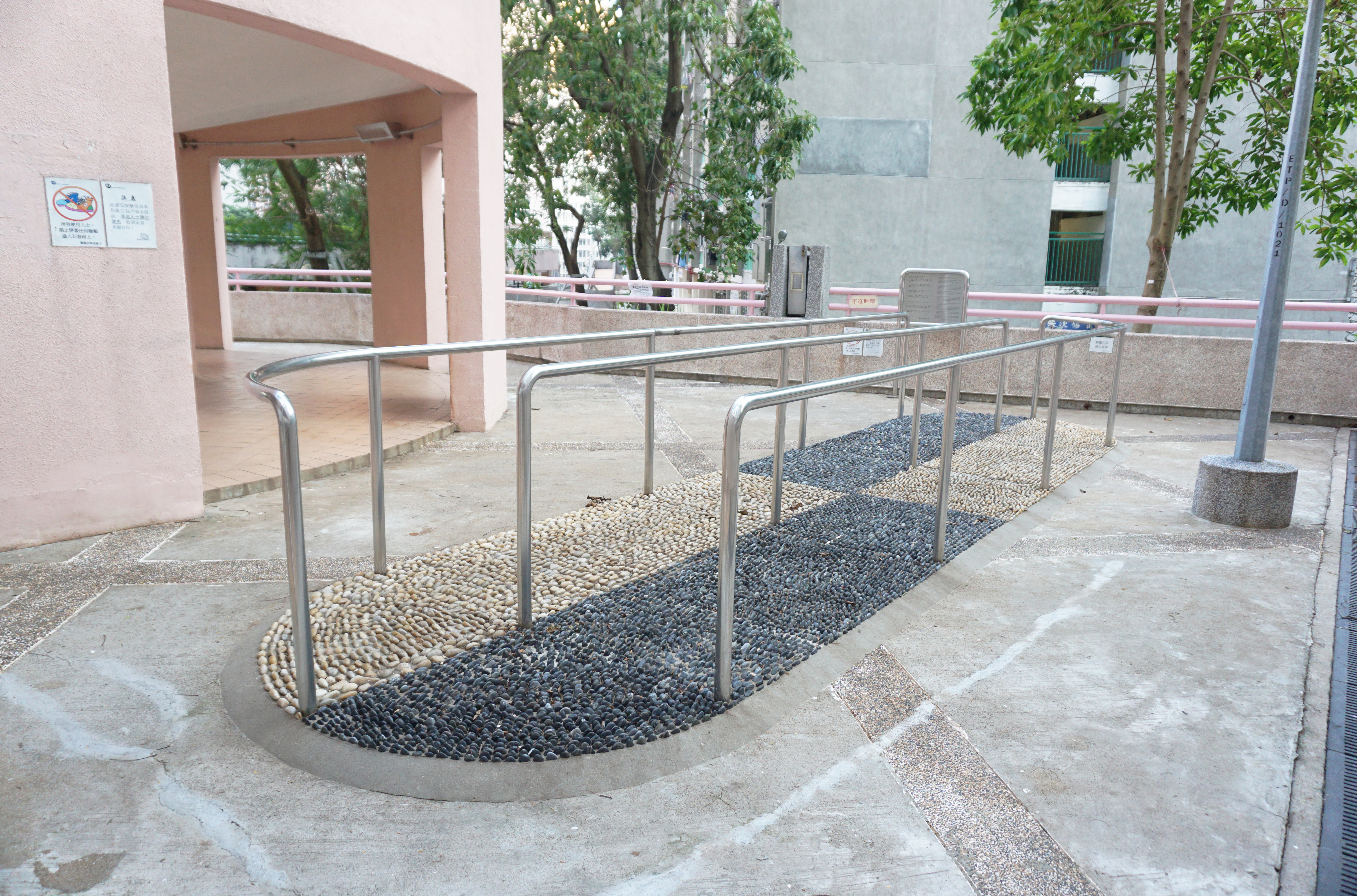
卵石路步行徑

寶珮苑（英語：Po Pui Court）是香港一個居屋屋苑，位於九龍觀塘區觀塘協和街，共有5座住宅樓宇，提供1750個住宅單位，另設一個停車場和兩個遊樂場。
寶珮苑在1995年開售，為居者有其屋計劃計劃第十五期丙出售房屋之一。

## 屋苑資料

### 樓宇
所有屋苑樓宇均設有獨立門牌號碼，以私家路「寶珮街」命名。
| 樓宇名稱（座號） | 門牌號碼  | 樓宇類型 | 落成年份 | 層數 | 每層伙數 | 單位數目（伙） | 承建商       | 提供升降機的廠商 | 期數                 |
| ---------------- | --------- | -------- | -------- | ---- | -------- | -------------- | ------------ | ---------------- | -------------------- |
| 寶珊閣（A座）    | 寶珮街2號 | 新十字型 | 1995年   | 35   | 10       | 350            | 中國建築國際 | 乘賓（Sabiem）   | 8 （翠屏邨重建項目） |
| 寶瑚閣（B座）    | 寶珮街3號 | 新十字型 | 1995年   | 35   | 10       | 350            | 中國建築國際 | 乘賓（Sabiem）   | 8 （翠屏邨重建項目） |
| 寶瑛閣（C座）    | 寶珮街5號 | 新十字型 | 1995年   | 35   | 10       | 350            | 中國建築國際 | 乘賓（Sabiem）   | 8 （翠屏邨重建項目） |
| 寶翠閣（D座）    | 寶珮街7號 | 新十字型 | 1995年   | 35   | 10       | 350            | 中國建築國際 | 乘賓（Sabiem）   | 8 （翠屏邨重建項目） |
| 寶瑤閣（E座）    | 寶珮街9號 | 新十字型 | 1995年   | 35   | 10       | 350            | 中國建築國際 | 乘賓（Sabiem）   | 8 （翠屏邨重建項目） |

寶珮苑各座設各4台升降機，停層亦有單雙數樓層劃分且有高低層分組，每組各兩台，同一組兩台升降機之中，一升降機停單數樓層，另一升降機停雙數樓層。

### 圖片集

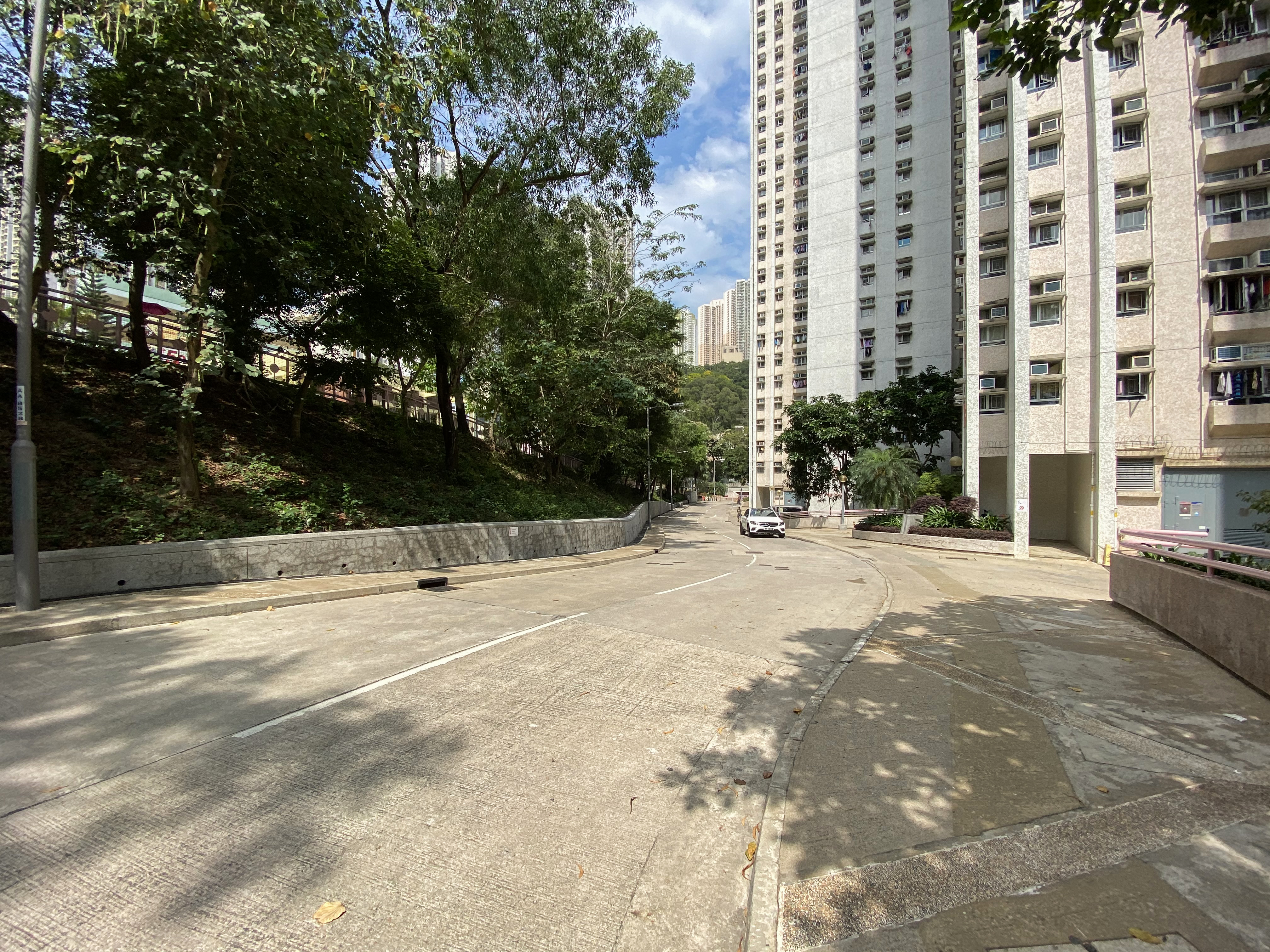
行車道
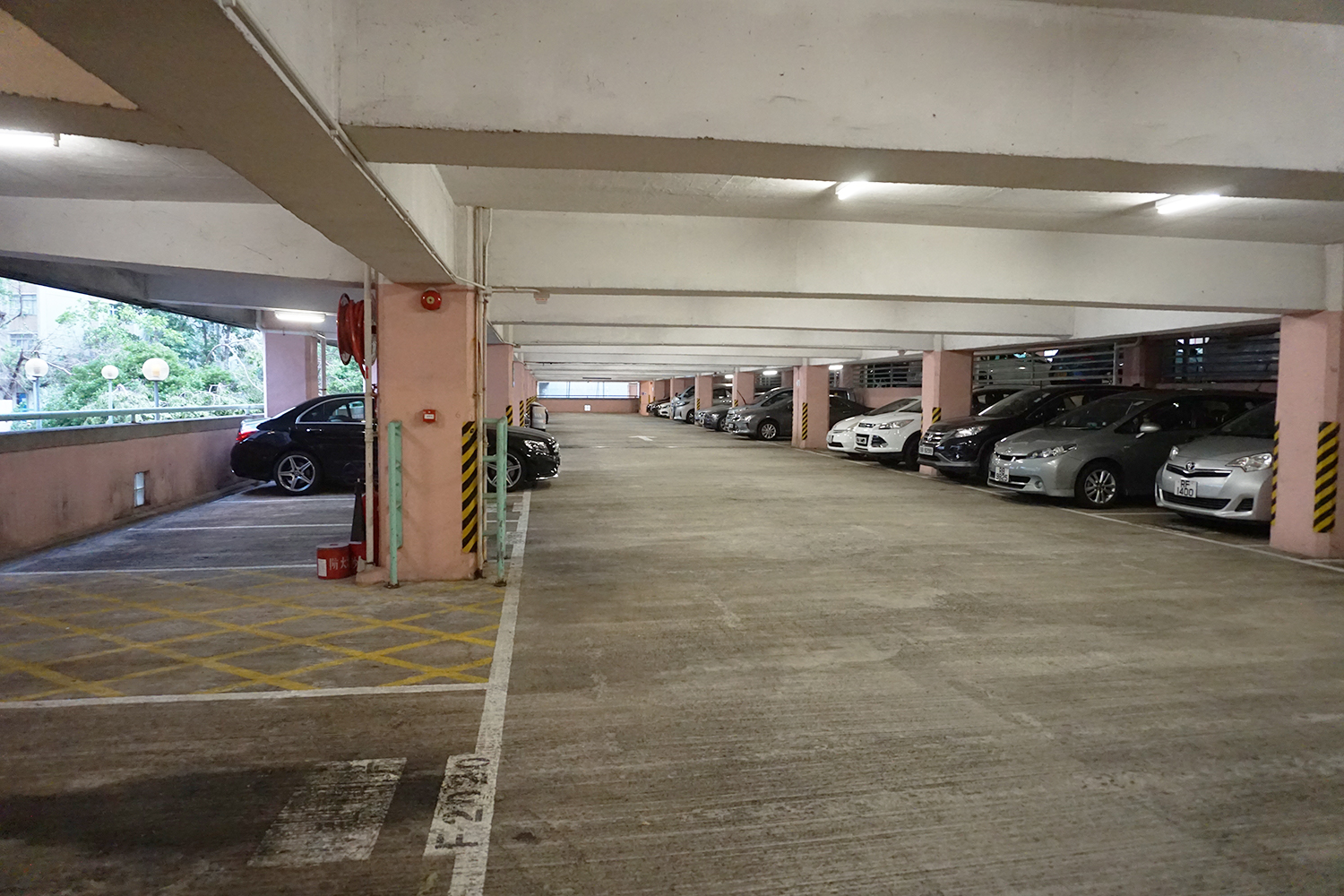
停車場
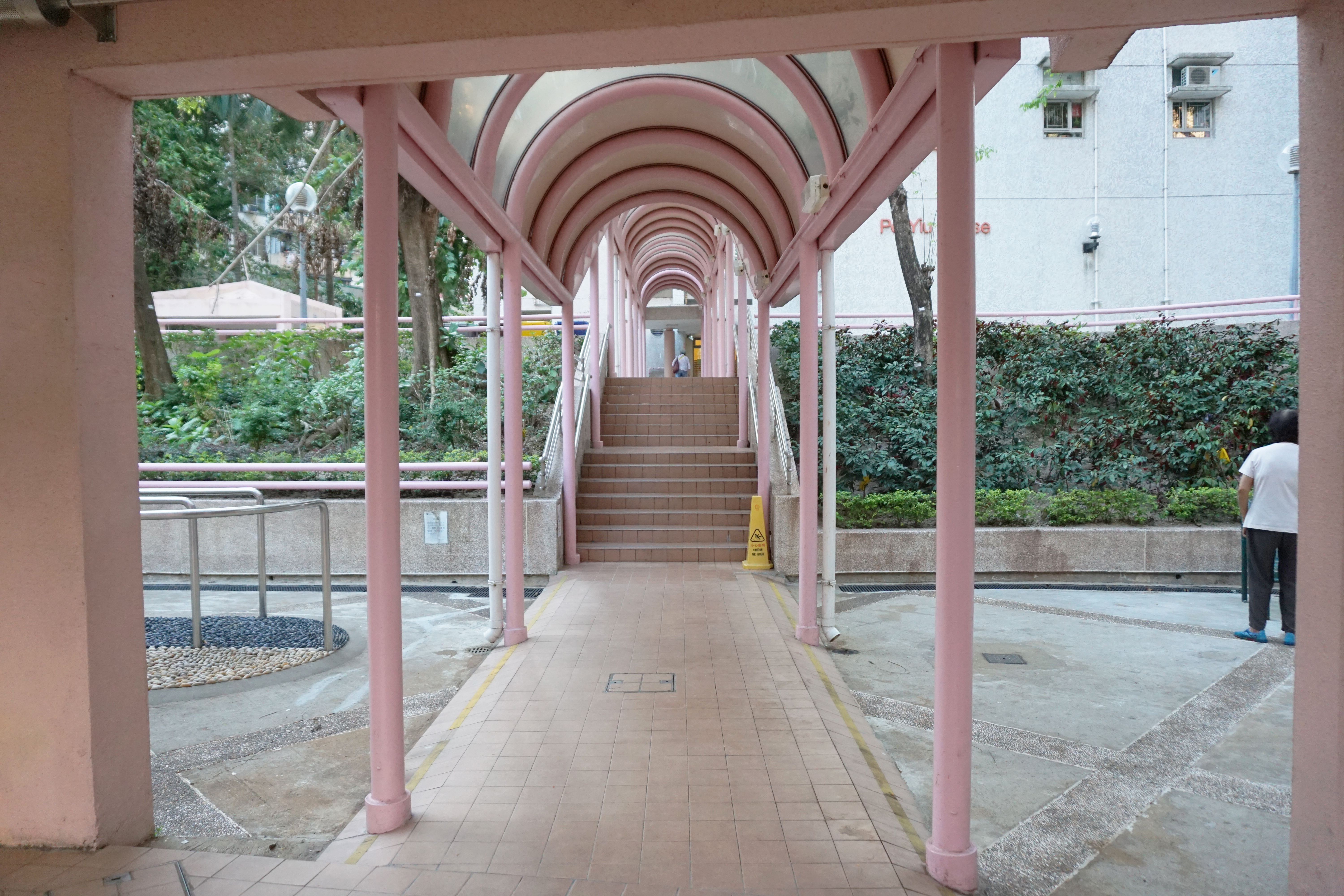
有蓋行人通道
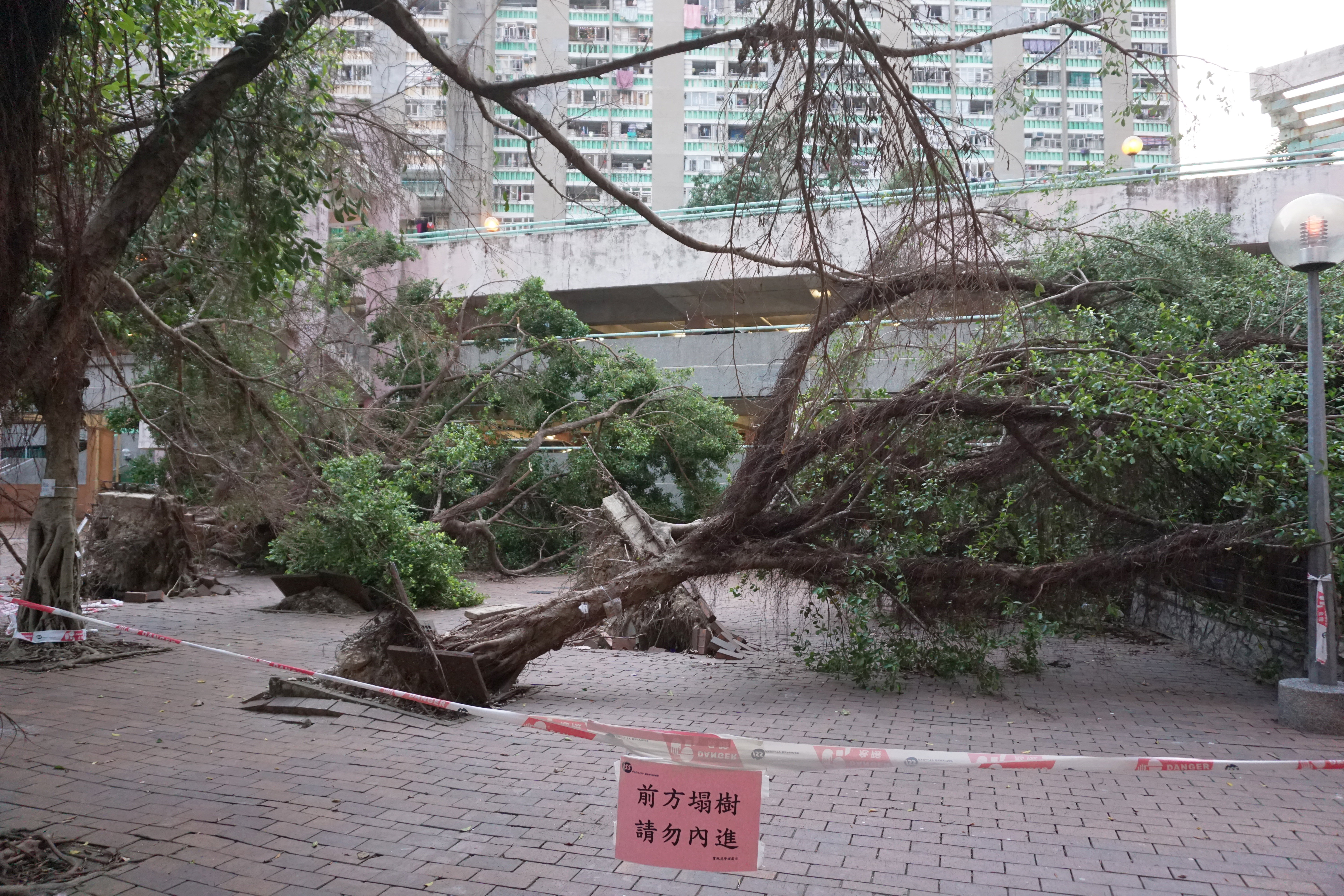
苑內多棵榕樹不敵2018年9月超強颱風山竹正面吹襲，連根拔起橫亙行人路上

## 鄰近地方
- 翠屏邨
- 和樂邨
- 曉光街體育館
- 觀塘游泳池
- 地利亞修女紀念學校（協和二中）
- 新生命教育協會呂郭碧鳳中學
- 觀塘瑪利諾書院

## 參看
- 香港居者有其屋列表
- 祥和苑